# Christa Harrer
Christa Harrer (* 5. Februar 1940 in Tegernsee) ist eine deutsche Politikerin (SPD).
Harrer besuchte die Volks-, Ober- und Haushaltsschule und machte eine Ausbildung zur geprüften Kinderpflegerin. Diesen Beruf hatte sie dann auch inne.
1970 wurde Harrer Mitglied der SPD. Sie war Stadträtin in Bad Tölz, Mitglied im Kreistag Bad Tölz-Wolfratshausen, stellvertretende Unterbezirksvorsitzende der SPD Bad Tölz-Wolfratshausen, Mitglied des Medienrats und von 1978 bis 1998 Mitglied des Bayerischen Landtags.